# リーチスタッカー

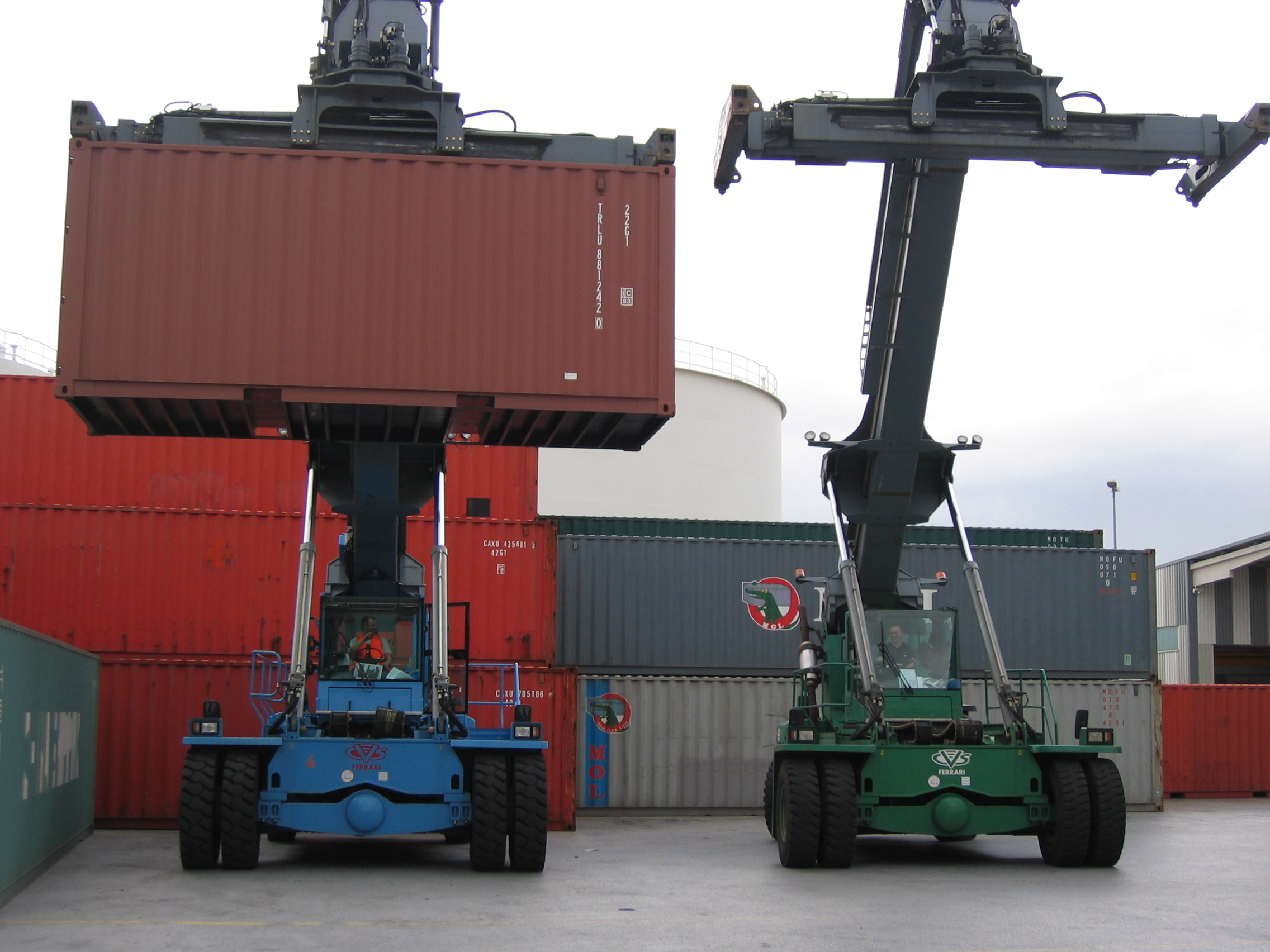
リーチスタッカー

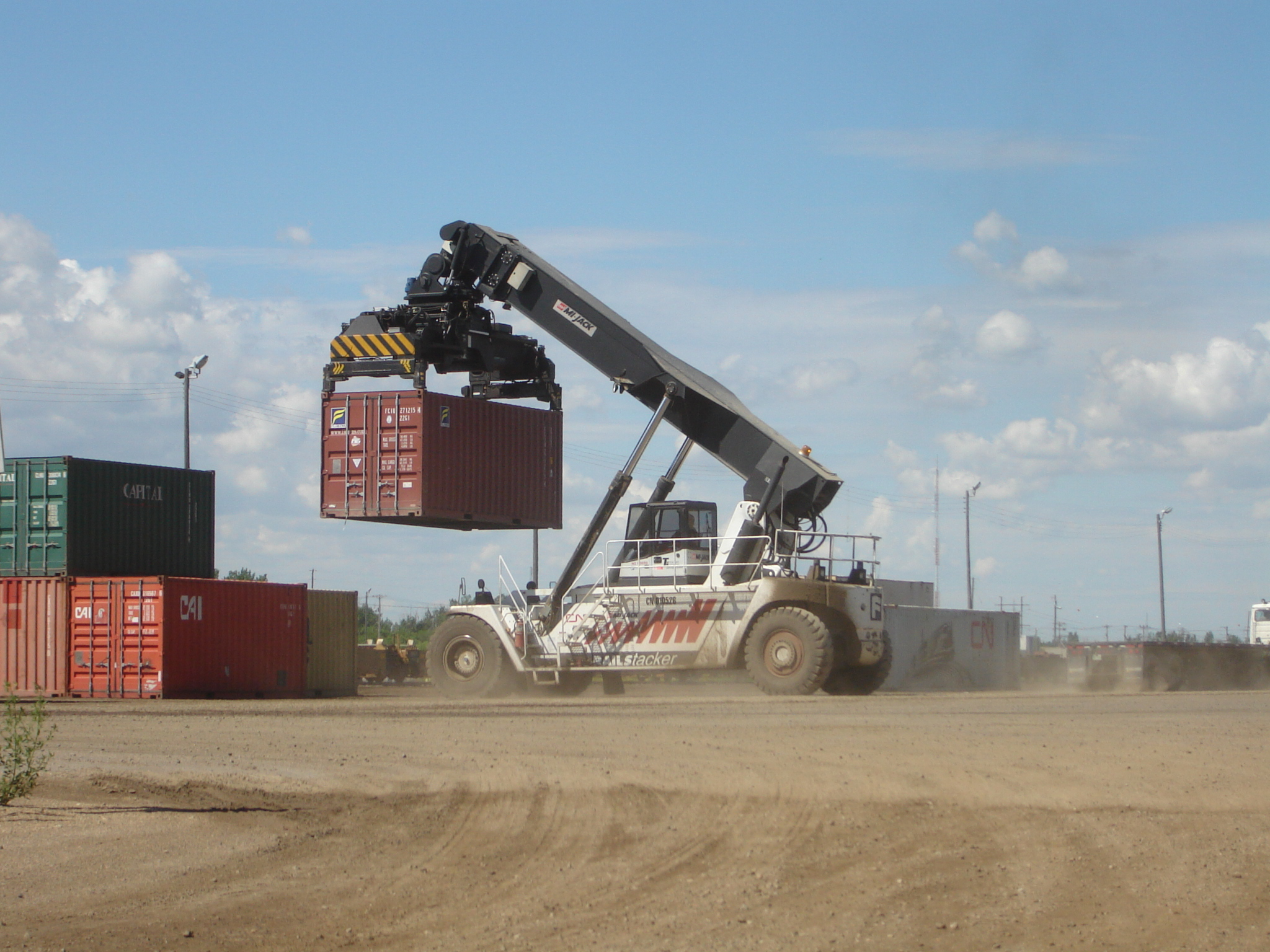
リーチスタッカーがコンテナを吊り上げている様子を横から見る

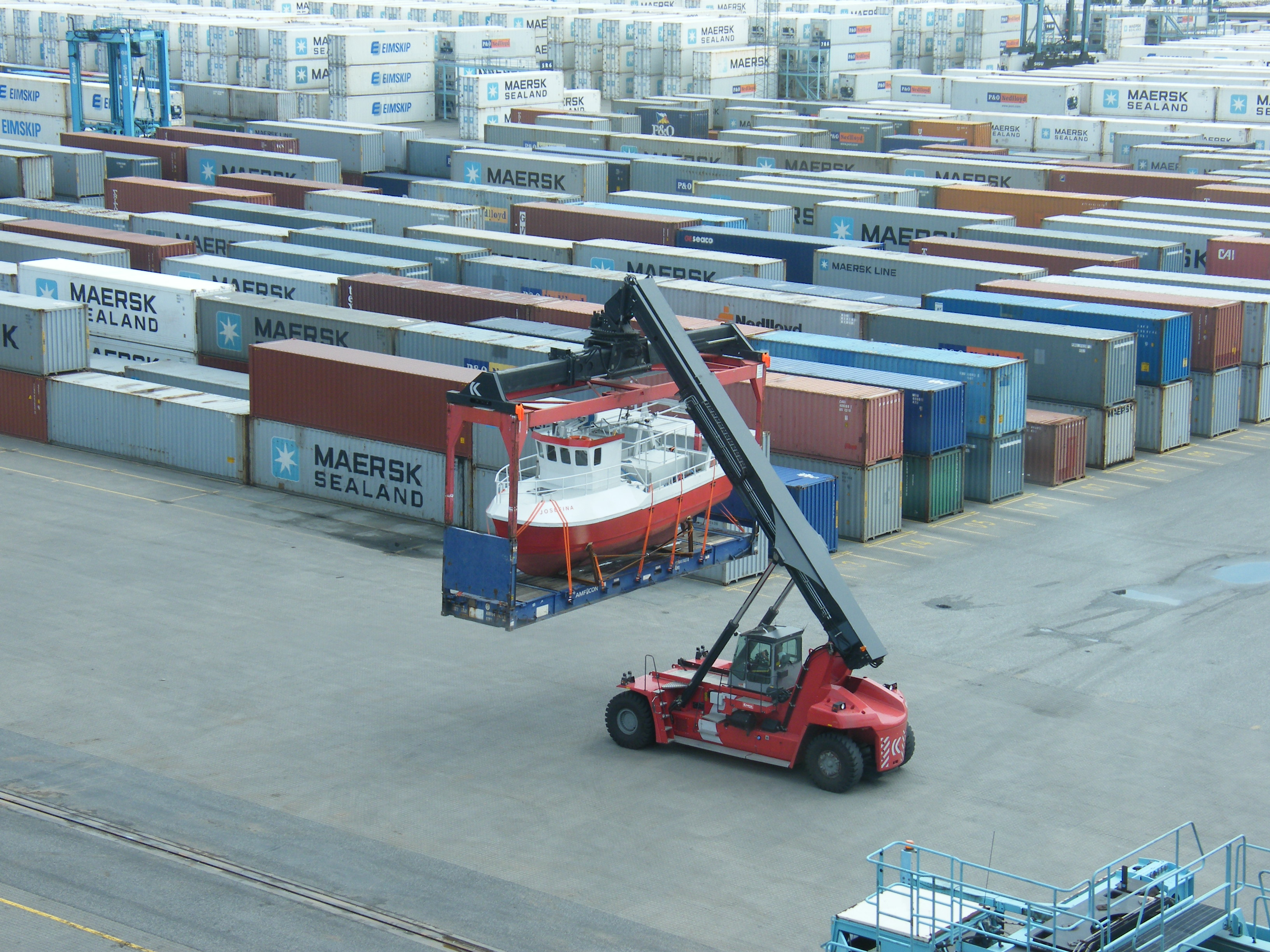
荷積みされたフラットラック・コンテナを、赤色のアタッチメントラックを介して吊上げている様子

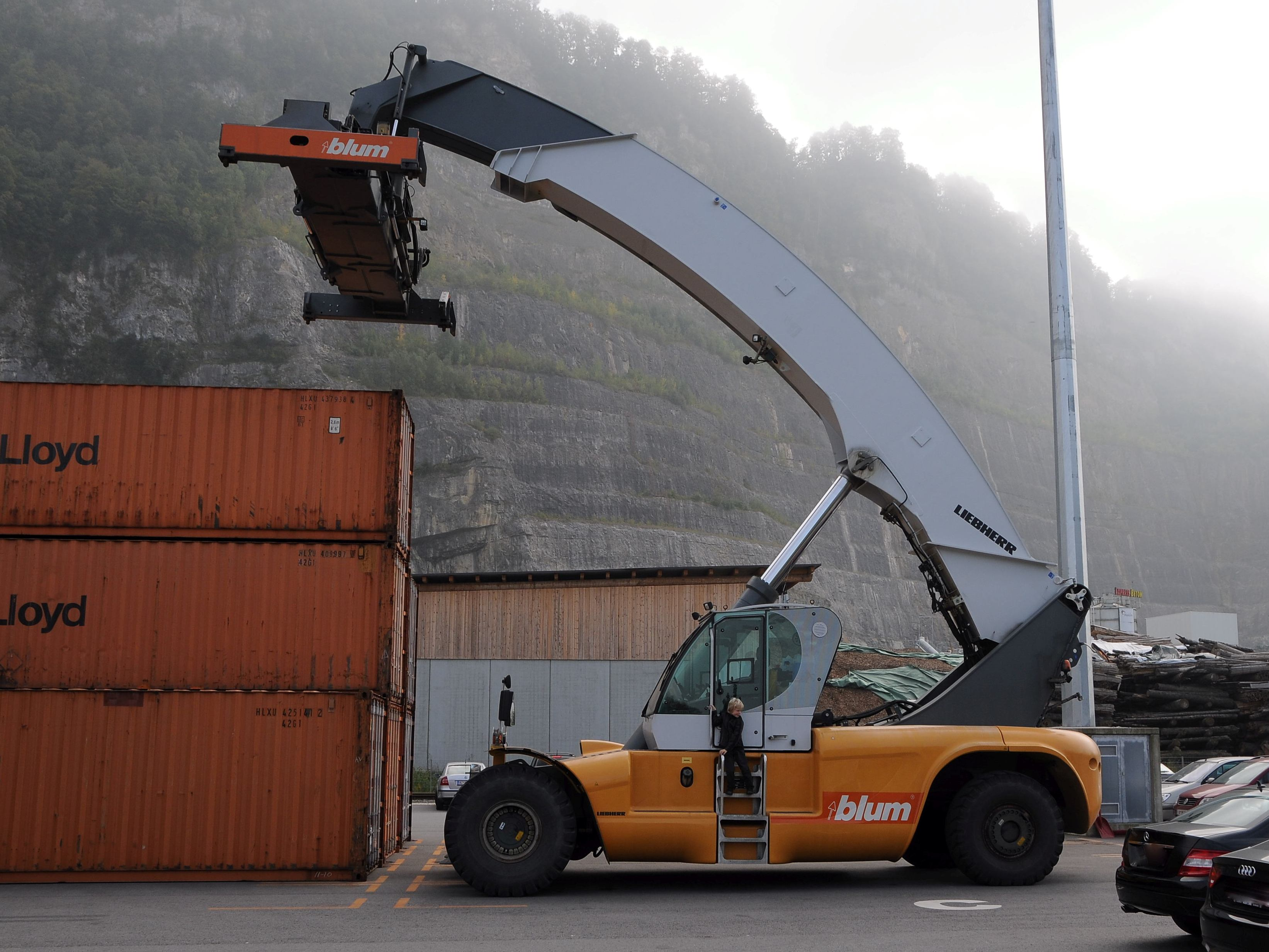
Liebherr LRS 645 リーチスタッカー。直線的に延ばしていたメインブームを湾曲させたデザインが特徴である。

リーチスタッカー（英語: Reach Stacker）は、大型の輸送コンテナを吊り上げて移動または積上げしたりコンテナ輸送用車両に積み卸しする荷役機械であり、特殊自動車である。
日本国外で1990年頃から普及し始め、作業自由度と効率の高さから、長らくコンテナ荷役の主役であった大型フォークリフトやトップリフターに取って代わって主役になりつつある。
日本では2000年以降複数の輸送機器メーカーが製造している。労働安全衛生法および関連省令則では明確に規程されておらず、当初は移動式クレーンの一種と見做されて運転操縦は実技試験を要する移動式クレーン運転士免許を交付された者に限るとされていたために普及の障壁となっていたが、現在はショベルローダー等運転技能講習を修了した者であれば良いとされており、需要が増大している。

## 構造・特徴
ISO(国際標準化機構)規格を満たす貨物用コンテナ（いわゆる海上コンテナ）の移動運搬を行うために開発された機械であるが、フォークリフトやトップリフターのような垂直伸縮マストは有さず、油圧式クレーン車と同様な起伏および伸縮可能な箱型ブームを具備し、ブーム先端に取り付けた回転可能なスプレッダー装置をコンテナ天板四隅のツイストロックホールと嵌合させてコンテナを吊り上げる。
車両そのものはクレーン車、特に油圧式ホイールクレーンに酷似した構造であるが、走行機体に対してブームは起伏するのみであり水平旋回する構造は有していない。
運転席前方に垂直マストがないので、前方視界が非常に良好でありフォークリフトやトップリフターよりも作業性と安全性に優れている。また、リーチスタッカーの伸縮ブームはフォークリフトやトップリフターに具備されているマストよりも軽量なので、機体（車体）重量が同じフォークリフトやトップリフターよりも許容荷重が大きい
トップリフターもリーチスタッカー同様にスプレッダーを使って上からコンテナを嵌合して吊り上げるが、トップリフターのスプレッダーは上下方向にのみ可動する。これに対してリーチスタッカーのスプレッダーはブーム先端に取り付けられていて、このブームを伸縮および起伏（前後に倒したり起こすこと）することができるため、車両を動かさなくてもスプレッダーそのものの位置を上下・前後方向に移動させることができる。また、リーチスタッカー機体とコンテナの間に障害物がある状況では、その障害物の頭越しにブームを延ばしてコンテナを吊り上げることもできる。

フォークリフトやトップリフターはマストがコンテナ側面に接していないとコンテナを上昇させられないので、貨物がコンテナ幅よりはみ出している状態では荷役不可能であるが、リーチスタッカーでは機体から離して吊り上げるので、特殊寸法のコンテナや貨物がコンテナよりはみ出している状態でも荷役可能である。
スプレッダーは運転席からの操作で幅を可変できる機能を有しており、日本を含めて世界的に20ft～40ft（フィート）のISOコンテナに対応可能なスプレッダーが多用されている。
また、スプレッダーは運転席からの操作で水平回転する機能も有しているので、コンテナの正面、横、斜め等如何なる方向から接近しても吊り上げることが可能である。
日本では例がないが、日本以外ではスプレッダー以外に、平爪（フォーク）、バルクバケット、通常のクレーン用フック、人が搭乗できるゴンドラなどを取り付けて建設工事や重量物の組立・据付・移設工事のほか、映画などの撮影や鉄道車両工場などでも利用されている。また、許容荷重が100トンを超える機体も製造されている。

## 安全装置
トップリフターと同様なツイストロックピンインターロック装置とスプレッダー位置と荷重を表示する装置を具備している。

作業範囲を可変出来る構造上、ブーム長さと起伏角度によって許容荷重が変化するので、荷役中の操作次第で前方転倒する危険性がある。また、重心点が極端に偏ったコンテナを吊上げた場合や横から強風を受けた場合には左右方向へ横転する危険性もある。このような状況を防ぐために所定の安定度限界手前で機械を自動停止して警報を発し、スプレッダーを垂直降下させる操作以外は遮断する過負荷防止装置（モーメントリミッター）を具備している。

## メーカー
- 三菱ロジスネクスト